# Nipaecoccus banksiae
Nipaecoccus banksiae är en insektsart som beskrevs av Williams 1985. Nipaecoccus banksiae ingår i släktet Nipaecoccus och familjen ullsköldlöss. Inga underarter finns listade i Catalogue of Life.